# Cusqueña

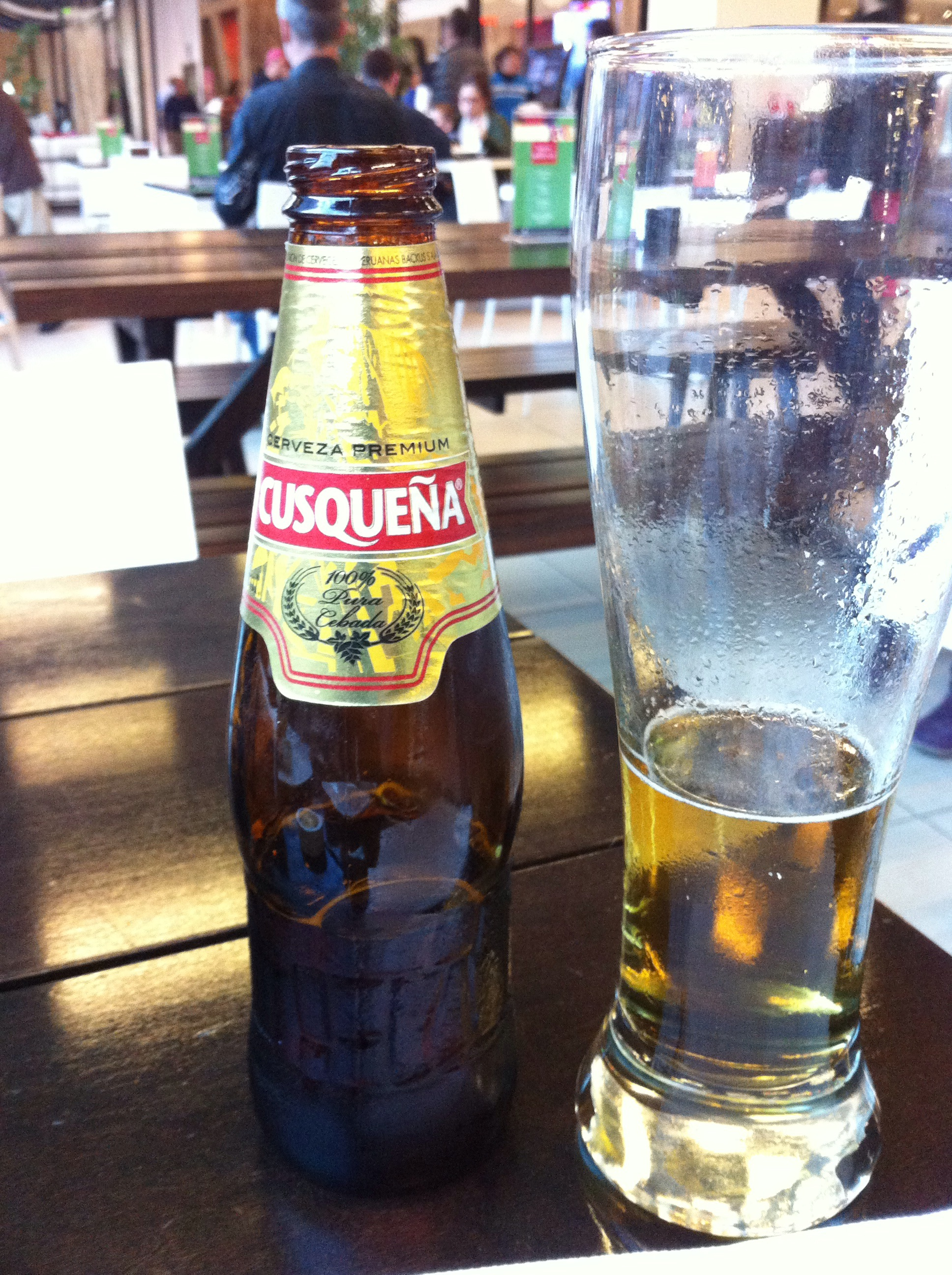
Cusqueña-Bier in einer 0,33-Liter-Flasche

Cusqueña ist eine peruanische Biermarke.

## Geschichte
Die erste Herstellung von Bier in Peru ist aus dem Jahr 1868 überliefert, als Aloyse Kieffer in Lima von Hand Bier braute. 1879 gründeten die Brüder Jacob Backus und John Howard Johnston eine Brauerei in Lima. Zuvor kamen durch den Eisenbahnbau Einwanderer verschiedener europäischer Nationalitäten nach Peru, Brauereien entstanden auch in Callao und Arequipa. Seit 1897 gab es in Cusco die Brauereien von Gustavo Mangelsdorff  und Ernesto Gunther, der im Jahr 1909 die Brauerei   Cusqueña gründete, zunächst als Filiale der von ihm geführten Brauerei in Arequipa. Für die Herstellung von Bier in Cusco mussten neue Pflanzen in die Region gebracht werden, so wurde Gerste in der Umgebung Cuscos nicht angebaut, auch Hopfen musste produziert werden. 1911 eröffnete in Cusco die erste peruanische Mälzerei.
Durch seine Verbindung mit Fußball und das Image von „Modernität“ wurde Bier schnell zum populären Getränk. Die Brauerei Cusqueña änderte ihren Namen 1954 in Cervesur und wurde zum größten Bierproduzenten in Cusco und Arequipa. Nach einem Kampf um den Biermarkt in Lima in den 1990er Jahren kaufte Backus & Johnston, inzwischen der größte Bierproduzent Perus, Cervesur auf und verleibte die Marke  Cusqueña seinem Portfolio ein. 2002 kaufte Bavaria Backus & Johnston, dieses Unternehmen wurde von SABMiller aufgekauft, die seit 2016 im Besitz von Anheuser-Busch InBev ist.

## Produkte
Heute wird  Cusqueña in den Varianten Trigo (Weizenbier ; 4,9 % Alkoholgehalt) Roja (helles Lagerbier ; 5,0 %), Negra (dunkles Lagerbier ; 5,5 %) und Dorada
(„goldenes Lager“; 4,8 %) hergestellt und in verschiedene Länder Amerikas und Europas exportiert. Produziert wird das Bier an allen peruanischen Standorten der Backus-Gruppe. Auf dem Kronkorken und dem Flaschenhals befinden sich stilisierte Abbildungen von Machu Picchu.